# Base Aérea de Bagram
La Base Aérea de Bagram, llamada Aeródromo de Bagram por el Ejército de los Estados Unidos, (IATA: BPM, OACI: OAIX) es un aeropuerto militarizado ubicado en las cercanías de la antigua ciudad de Bagram, al sureste de Charikar, provincia de Parwān, Afganistán. Actualmente, la base es ocupada por fuerzas talibanes del Emirato Islámico de Afganistán, después de que dichas fuerzas la capturaran de la fuerza aérea afgana el 15 de agosto del 2021.
La Base Aérea de Bagram cuenta con tres grandes hangares, una torre de control y numerosos edificios auxiliares. Tiene una rampa de 130.000 m² (32 acres) para aeronaves y otras cinco áreas de estacionamiento menor. Varios de los edificios fueron construidos en la era soviética y dañados posteriormente tras varios años de combates contra facciones talibán. Cuenta además con un centro de detención que ha sido objeto de duras críticas por un posible trato abusivo a los prisioneros.
El código ICAO es OAIX y las coordenadas exactas de situación, son 34.944N, 69.259E; a unos 1.500 metros sobre el nivel del mar. La base contaba con una sola pista de 3.003 metros (9852 pies) construida en 1976. En 2006, Estados Unidos amplió la pista de despegue a 3,5 kilómetros con un coste de 68 m$. Con 600 metros más de longitud y 28 centímetros de espesor, actualmente el aeropuerto es capaz de recibir aviones de mayor tamaño si es necesario, tales como C-5 Galaxy, C-17 Globemaster III o Boeing 747.
El 15 de agosto de 2021, la base cayó ante los talibanes tras la rendición de las fuerzas gubernamentales. Los talibanes aún no tienen una fuerza aérea que pueda desplegarse desde el aeródromo de Bagram, aunque han tomado armamento de la fuerza aérea afgana.
Las fuerzas estadounidenses fueron culpables de torturar a prisioneros, violarlos y abusar sexualmente de ellos en esta instalación militar.

## Historia
Aunque es generalmente conocida como Base Aérea (en inglés: Air Base), el comandante del complejo es un general dos estrellas del ejército, por lo que se debería ser designada, atendiendo a los criterios estadounidenses para clasificación de instalaciones, como Campo de Aviación del Ejército (en inglés: Army Air Field).
LUEGO DE 20 AÑOS DE GUERRA, EE. UU. ENTREGA INSTALACIÓN MILITAR EN AFGANISTÁN
1. Internacional

- El paso de Estados Unidos fue celebrado por los talibanes, que calificaron la salida de "un buen paso" para la paz en el país.
BAGRAM, Afganistán — Estados Unidos dejó este viernes, 2 de julio de 2021, la base aérea de Bagram, su principal instalación militar en Afganistán, en manos de las fuerzas afganas, un paso crucial en la fase final de la retirada de las fuerzas internacionales, mientras crece la violencia en el país.
La fortificada base Bagram, símbolo del poder militar de Estados Unidos en Afganistán desde el principio de la invasión militar en 2001, ha sido clave en la estrategia de Washington durante dos décadas de conflicto como centro de los ataques aéreos contra los talibanes.
Un portavoz del Ministerio de Defensa afgano indicó que “las tropas de la coalición y estadounidenses partieron anoche de la Base Aérea de Bagram” dejando la base en manos de las Fuerzas de Seguridad y Defensa Nacional afganas (ANDSF).
La toma del mando de la base aérea, ubicada a unos 70 kilómetros al norte de Kabul, forma parte del proceso de transferencia acordado con Estados Unidos para la retirada total de las tropas internacionales del país asiático.
Según lo planeado, las fuerzas estadounidenses y de la OTAN entregarían a Afganistán todo el equipo e instalaciones militares “transferibles” antes de la evacuación de sus soldados del país, iniciada el pasado 1 de mayo.